# Scaphosepalum ophidion
Scaphosepalum ophidion är en orkidéart som beskrevs av Carlyle August Luer. Scaphosepalum ophidion ingår i släktet Scaphosepalum och familjen orkidéer. Inga underarter finns listade i Catalogue of Life.